# Saber Kazemi
Saber Kazemi (em persa: صابر کاظمی, Gurgã, 24 de dezembro de 1998) é um jogador de voleibol iraniano que atua na posição de oposto.

## Carreira
Kazemi começou a jogar voleibol ainda criança, na quinta série (escola primária).
Atuou na temporada 2017–18 pelo Shams Tehran, se transferindo na temporada seguinte para o Ziraat Bankası Ankara, da Turquia. Sua carreira foi interrompida em 2019, depois que uma fratura no tornozelo o deixou fora das quadras por meses.
Disputou a temporada 2020–21 pelo Foolad Sirjan Iranian, onde conquistou o título nacional e o Campeonato Asiáticos de Clubes, sendo eleito neste último como o melhor jogador do torneio. Na temporada seguinte, representou o Shahrdari Urmia, enquanto em 2022, assinou com o Al Arabi S.C.
No final da temporada 2022–23, o oposto se transferiu para o Kuwait Club.

### Seleção
Estreou pela seleção profissional adulta iraniana em 2018 pela Liga das Nações contra a seleção brasileira. Conquistou seu primeiro título com a seleção nos Jogos Asiáticos em 2018, na Indonésia.
Representou o seu país nos Jogos Olímpicos de Tóquio, onde ficou na nona posição.
Em 2021, conquistou o inédito título do Campeonato Asiático, sendo eleito o melhor jogador da competição.

## Títulos
Foolad Sirjan Iranian
- Campeonato Asiático de Clubes: 2021
- Campeonato Iraniano: 2020–21

## Clubes
| Anos      | Clube                 |
| --------- | --------------------- |
| 2017–2018 | Shams Tehran          |
| 2018–2019 | Ziraat Bankası Ankara |
| 2020–2021 | Foolad Sirjan Iranian |
| 2021–2022 | Shahrdari Urmia       |
| 2022–2023 | Al Arabi S.C.         |
| 2023–     | Kuwait Club           |

## Prêmios individuais
- 2021: Campeonato Asiático de Clubes – MVP
- 2021: Campeonato Asiático – MVP
- 2022: Torneio Hubert Jerzeg Wagner – Melhor saque